# 번도런

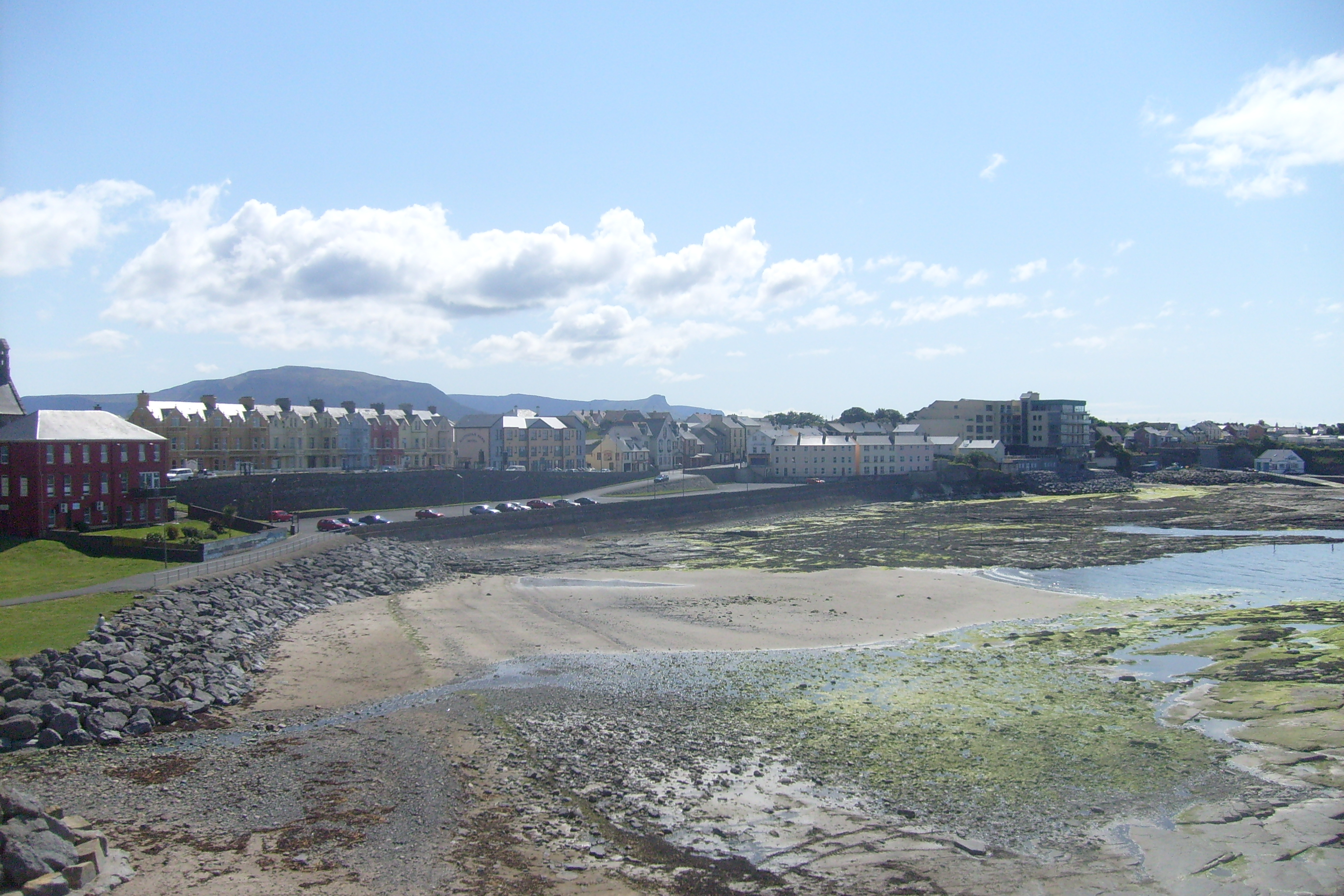
번도런

번도런(영어: Bundoran, 아일랜드어: Bun Dobhráin)은 아일랜드 더니골주의 도시로 높이는 12m, 인구는 2,140명(2011년 기준)이다.